# Regency TR-1

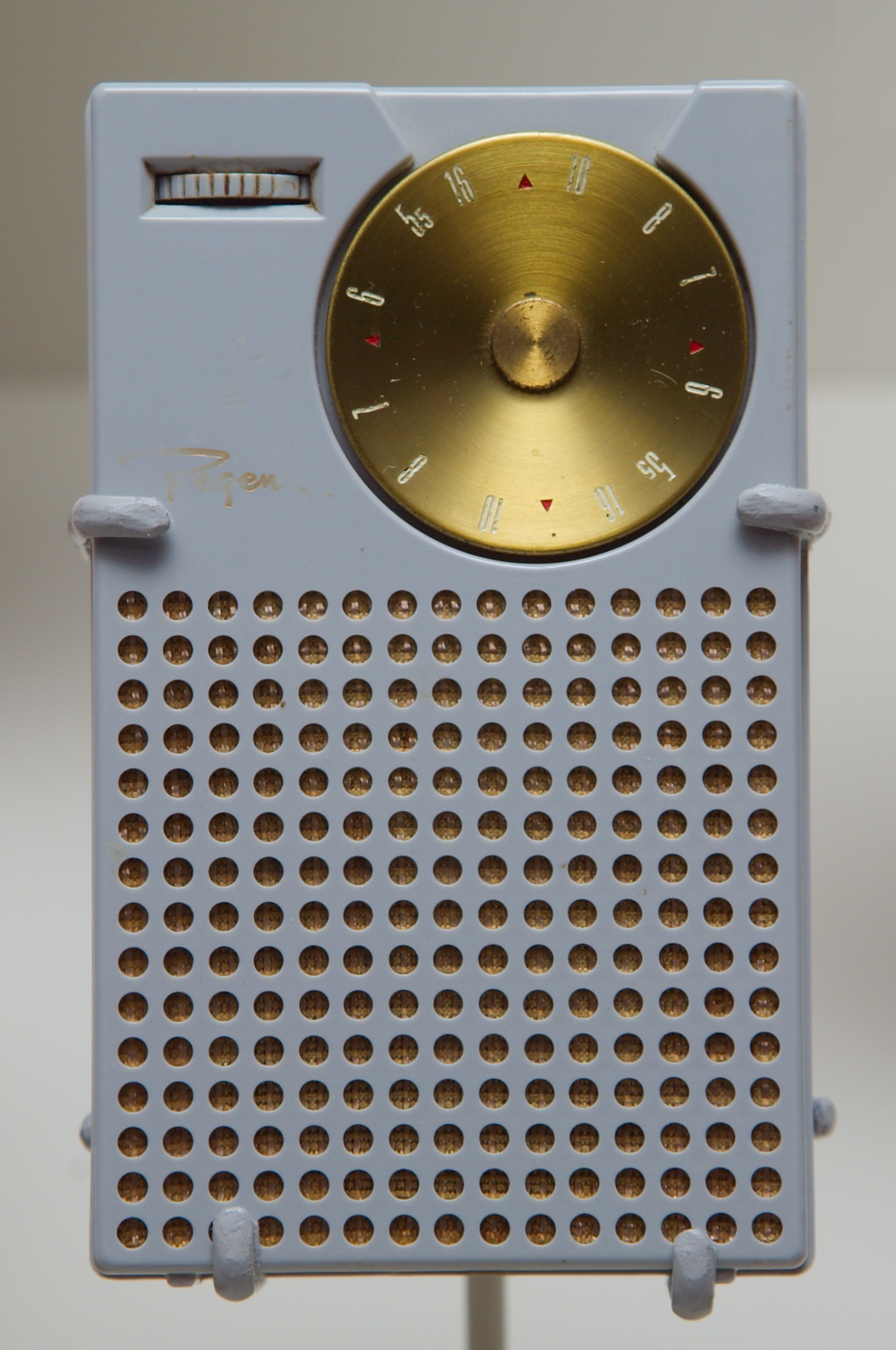
Regency TR-1

Regency TR-1 — первый в мире серийный полностью транзисторный радиоприёмник, поступивший в широкую продажу. Появился в магазинах в США 1 ноября 1954 года. TR-1 был спроектирован совместно компаниями Texas Instruments и IDEA. Руководство Texas Instruments предполагало, что экономичный карманный приёмник способен стать катализатором массового спроса на транзисторные устройства, создав устойчивый рынок для основного продукта компании. Планы были реализованы лишь отчасти — за первый год выпуска удалось продать около ста тысяч приёмников.

## История

### Инициатива
В 1951 году Western Electric начала выпуск первых серийных плоскостных биполярных транзисторов. Технология выращивания транзисторной p-n-p структуры из расплава (так называемая технология с тянутой базой), единственно освоенная в те годы, плохо подходила для массового выпуска из-за трудоёмкой ручной операции сварки проволочного вывода базы с базовым слоем кристалла транзистора. В ноябре 1953 года выпуск «выращенных» транзисторов начала основанная в 1930 году Texas Instruments. Возглавлявший производство Texas Instruments Патрик Хаггерти полагал, что компания способна автоматизировать операцию сварки и наладить крупносерийный выпуск транзисторов. Но рынка для этих транзисторов ещё не существовало: его предстояло создать. В октябре 1953 года Texas Instruments подписал первый контракт на поставку 7500 транзисторов для слуховых аппаратов — это направление сбыта не могло ни загрузить производство, ни создать интереса широкой публики, тем более, что на нём уже успешно действовала Raytheon. Хаггерти предположил, что «локомотивом роста» отрасли может стать карманный транзисторный радиоприёмник. Texas Instruments не располагала собственными мощностями для запуска производства приёмников, поэтому вначале Хаггерти попытался продать идею транзисторизации сторонним производителям приёмников (RCA, Philco, Emerson и другие). Все они ответили вежливым отказом — никто не пожелал связываться с новыми, мало предсказуемыми технологиями и не увидел большого будущего карманных устройств.
В мае 1954 года Хаггерти в поисках возможного партнёра обратился к базировавшейся в Индианаполисе компании IDEA (англ. Industrial Development Engineering Associates, «Инженерная ассоциация промышленного развития») — поставщику антенных усилителей телевизионного сигнала, продававшихся через сеть Sears под маркой Silvertone. За громким названием компании стояли всего два человека — инженеры Джо Уивер (Joe Weaver) и Джон Пайз (John Pies). Во время Второй мировой войны они работали в филиале RCA в Индианаполисе, но в 1945 году RCA перевела этот филиал в Нью-Джерси. Пайз и Уивер остались в Индианаполисе и основали собственный «гаражный» бизнеc, а в 1947 году они учредили корпорацию IDEA. Привлечённые со стороны менеджеры занялись администрацией и маркетингом, а Уивер и Пайз сосредоточились на разработке новых приборов. Кроме антенного усилителя (своей самой удачной разработки), IDEA также разрабатывала радиостанции УКВ для полиции, выпускала стабилизаторы напряжения и безуспешно пыталась выйти на рынок телевизоров. Президент IDEA Эдвард Тюдор (Edward Tudor) принял предложение Хаггерти с энтузиазмом, полагая, что в течение трёх лет партнёрство IDEA и Texas Instruments сможет продать двадцать миллионов приёмников.
Тюдор имел в виду потенциально огромный спрос на приёмники как средство оповещения об угрозе атомной войны. Шла холодная война, население регулярно тренировали учебными тревогами. На шкалах настройки всех американских радиоприёмников были отмечены красными треугольниками частоты 640 и 1240 кГц — частоты станций гражданской обороны (при ядерном нападении все другие станции были обязаны прекратить вещание). Тюдор (по крайней мере, так он заявлял в публичных выступлениях) полагал, что карманные приёмники должны входить в неприкосновенный запас каждого частного бомбоубежища.

### Разработка

Второй макет (прототип), изготовленный в Texas Instruments в 1954 г. Ручка и конденсатор настройки заимствованы у лампово-транзисторного приёмника Emerson 747

Texas Instruments и IDEA не были первыми разработчиками транзисторных приёмников. Первую схему приёмника на трёх транзисторах опубликовал ещё в январе 1950 года Руфус Тёрнер. В 1952 году инженеры Western Electric создали опытный приёмник-браслет на четырёх транзисторах и преподнесли его в подарок Честеру Гулду, создателю серии комиксов о Дике Трейси. В 1953 году трёхтранзисторный приёмник-браслет сконструировали военные специалисты лаборатории войск связи США в Монмуте. В том же году немецкая компания Intermetall представила в Дюссельдорфе прототип полностью транзисторного карманного приёмника на точечных транзисторах Герберта Матаре. Однако Intermetall не довёл эту разработку до серийного производства. Наконец, в том же 1953 году, Emerson выпустила на рынок США гибридный лампово-транзисторный батарейный приёмник. На транзисторах в нём был выполнен выходной каскад усилителя низкой частоты.
Личная встреча Тюдора с представителями Хаггерти предположительно состоялась в Чикаго между 17 и 20 мая 1954 года. Партнёры договорились начать массовый выпуск приёмников через четыре месяца. Вечером в пятницу 21 мая 1954 года вернувшийся в Даллас Хаггерти вызвал к себе радиоинженера Пола Дэвиса и поставил ему задачу: разработать полностью транзисторный макет карманного радиоприёмника диапазона длинных и средних волн (от 500 до 1 600 кГц) c чувствительностью на уровне ламповых приёмников. Макет должен был быть готов в следующую среду, к визиту представителей IDEA. Разработчики начали с закупки гибридного приёмника Emerson 747 — «донора» миниатюрных конденсатора переменной ёмкости и динамика. Межкаскадных трансформаторов требуемого миниатюрного размера в то время в продаже просто не существовало — их пришлось изготовить и испытать самостоятельно. Многие экземпляры серийно выпускавшихся тогда транзисторов Texas Instruments не обеспечивали достаточного усиления на высокой частоте, поэтому разработчики подбирали среди многих транзисторов из серии наиболее «высокочастотные» экземпляры. В назначенный срок макет был готов, а спустя ещё неделю Хаггерти поручил Дэвису «упаковку» макета в габариты карманного приёмника. Эта работа, включая изготовление новых сверхминиатюрных трансформаторов, заняла два дня.
Весной 1954 Хаггерти предполагал, что новый радиоприёмник станет средством продвижения новейших кремниевых транзисторов, однако Texas Instruments не успела наладить их выпуск к назначенному сроку, поэтому будущий Regency TR-1 использовал только германиевые транзисторы. В прототипе Дэвиса было семь транзисторов, один из которых работал в диодном включении — в серийном изделии его должен был заменить диод. Ведущий специалист IDEA Ричард Коук (Richard Koch) переработал первоначальную схему, предложенную TI — сократил число очень дорогих тогда транзисторов с шести до четырёх, чтобы цена изделия не оказалась чрезмерной. Коук удалил один транзистор, объединив функции гетеродина и смесителя в однотранзисторной схеме, а второй — заменив двухтранзисторный усилитель низкой частоты на однотранзисторный. Это вызвало недовольство в Texas Instruments, там рассчитывали, что новый продукт будет полностью их разработкой (позже IDEA уступила TI патент на схему за 25 тыс. долларов в счет покрытия своих долгов перед TI). Патент США на схемное решение TR-1 был выдан Коуку в июне 1959 г.
Дизайн приёмника за шесть недель выполнила фирма Painter, Teague and Petertil. Впоследствии приемник заслужил награду Американского общества промышленного дизайна и был представлен на выставке американского искусства и дизайна в Париже в 1955 году.

### Маркетинг

Журнальная реклама 1954 года

18 октября 1954 IDEA и Texas Instruments объявили о предстоящем начале выпуска первого транзисторного приёмника под торговой маркой Regency. В полном соответствии с договором Хаггерти и Тюдора производство модели TR-1 началось 25 октября, а продажи — 1 ноября. Вначале TR-1 продавался только в дорогих магазинах Нью-Йорка и Лос-Анджелеса. Размеры приёмника позволяли положить его в карман дорогих мужских рубашек Arrow, но не в меньшие по размеру карманы дешёвых рубашек. TR-1 первоначально предлагался в корпусе одного из четырёх цветов — чёрного, слоновой кости, мандариново-красного и светло-серого. Яркие, вызывающие расцветки, в том числе с перламутровым отливом, добавились позже. В соответствии с духом времени в руководстве пользователя TR-1 были подробные инструкции о порядке действия по сигналу военной тревоги.

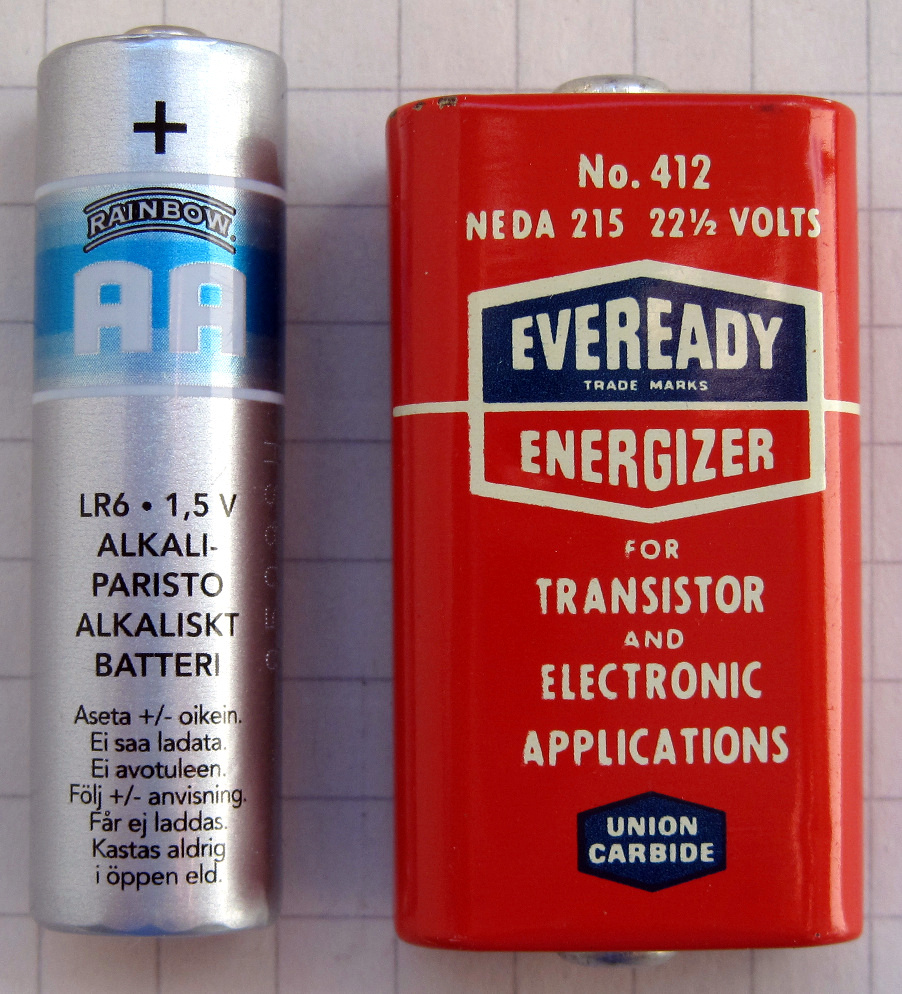
Батарея 215 (412) в сравнении с элементом AA

Цену приёмника установили в 49,95 доллара (в корпусе перламутровых оттенков — 54,95 доллара). Отдельно продавались кожаный чехол (3,95 долл.) и миниатюрный наушник (7,50 долл.). 22,5-вольтовая батарейка Regency 215 стоила 1 доллар 25 центов. Ни Texas Instruments, ни IDEA не получили сколько-нибудь существенной прибыли на продаже TR-1 — приёмник продавался почти по себестоимости. Только комплект транзисторов стоил 10 долларов; малогабаритные громкоговоритель, выходной трансформатор и другие детали тоже обходились гораздо дороже обычных. В 1980 году Хаггерти публично признал, что относительно низкая цена TR-1 была стратегической ошибкой Texas Instruments. Однако для потребителя приёмник был отнюдь не дёшев: современные TR-1 типовые пятиламповые приёмники (так называемые All American Five) продавались по 15 долларов, а хороший переносной ламповый приёмник тогда можно было купить за 30–40 долл. В пересчёте по индексу потребительских цен на 2011 год цена TR-1 составляла около 410 долларов. Одним из первых клиентов Regency стал президент IBM Томас Дж. Уотсон-младший, закупивший несколько сотен приёмников. Уотсон поставил перед IBM цель — полностью перейти на транзисторы к 1 июня 1958 года. Каждый раз, когда он слышал возражения инженеров «старой закалки», он дарил несогласным Regency TR-1.
Отзывы прессы на новинку были противоречивыми. Наряду с восторженными оценками многообещающего технологического прорыва TR-1 называли «игрушкой» и утверждали, что, кроме размеров, у него нет других преимуществ. По чувствительности и избирательности, а особенно по качеству звуковоспроизведения TR-1 действительно сильно уступал портативным ламповым приёмникам большего размера. Влиятельный журнал Consumer Reports особенно отмечал высокий уровень шумов и признаки самовозбуждения на некоторых частотах, и рекомендовал воздержаться от покупки. Однако время работы TR-1 от одного комплекта батарей составляло от 20 до 30 часов, тогда как у самых экономичных ламповых приёмников оно не превышало пяти часов. С учётом меньшей стоимости батареи выигрыш в стоимости работы от батарей (до примерно пяти центов за час) был ещё больше. Всего за один год продаж было продано больше 100 тысяч экземпляров первой модели. Многомиллионные планы Тюдора не реализовались — как из-за технического несовершенства TR-1, так и из-за тогдашних музыкальных предпочтений публики. Спустя несколько лет вкусы изменились, и приёмники второго поколения продавались миллионами — при лишь немного лучшем качестве звучания.
Вскоре после TR-1 появился слегка модернизированный Regency TR-1G. Он отличался в основном формой и цветом ручки настройки. В 1956 году вышла модель TR-4, тоже четырёхтранзисторная и внешне почти такая же, как TR-1, но с питанием от стандартной 9-вольтовой батарейки. TR-4 продавался по 29,95 долл. В 1958 г. последовали семитранзисторные модели TR-5C и TR-7, а также миниатюрный XR-2A на двух транзисторах. В эти годы начался широкий импорт в США гораздо более дешёвой японской продукции, и торговая марка Regency под напором такой конкуренции в 1960 году ушла с рынка транзисторных приёмников.
Regency TR-1 продавался также под брендом известной часовой фирмы Bulova. Приёмник назывался Bulova 250, получил особую изящную упаковку и продавался в ювелирных магазинах вместе с основной продукцией Bulova. Кроме того, несколько тысяч приемников, полностью повторяющих конструкцию TR-1, выпустила в 1955 г. под своей маркой чикагская компания Mitchell Manufacturing Co. В отличие от оригинала, корпус был сделан из жесткой кожи. Шасси, вероятно, были производства IDEA.

### Кооперация
Ряд комплектующих для приёмника поставляли сторонние фирмы:
- диод — Raytheon, Thungsol (Ньюарк, Нью-Джерси);
- конденсаторы — International Electronics, Inc. (Нашвилл, Теннесси), Erie Electronics (Эри, Пенсильвания), Centralab (Милуоки, Висконсин);
- громкоговоритель — Jensen (Чикаго, Иллинойс);
- трансформаторы ПЧ — Vokar (Декстер, Мичиган);
- регулятор громкости — Chicago Telephone Supply (Элкарт, Индиана);
- переменный конденсатор настройки — Radio Condenser Co. (Камден, Нью-Джерси);
- печатная плата — Croname (Чикаго, Иллинойс), Insulated Circuits, Inc. (Вест-Колдуэлл, Нью-Джерси);
- корпус — Argus Plastics (Индианаполис, Индиана).

### Конкуренты

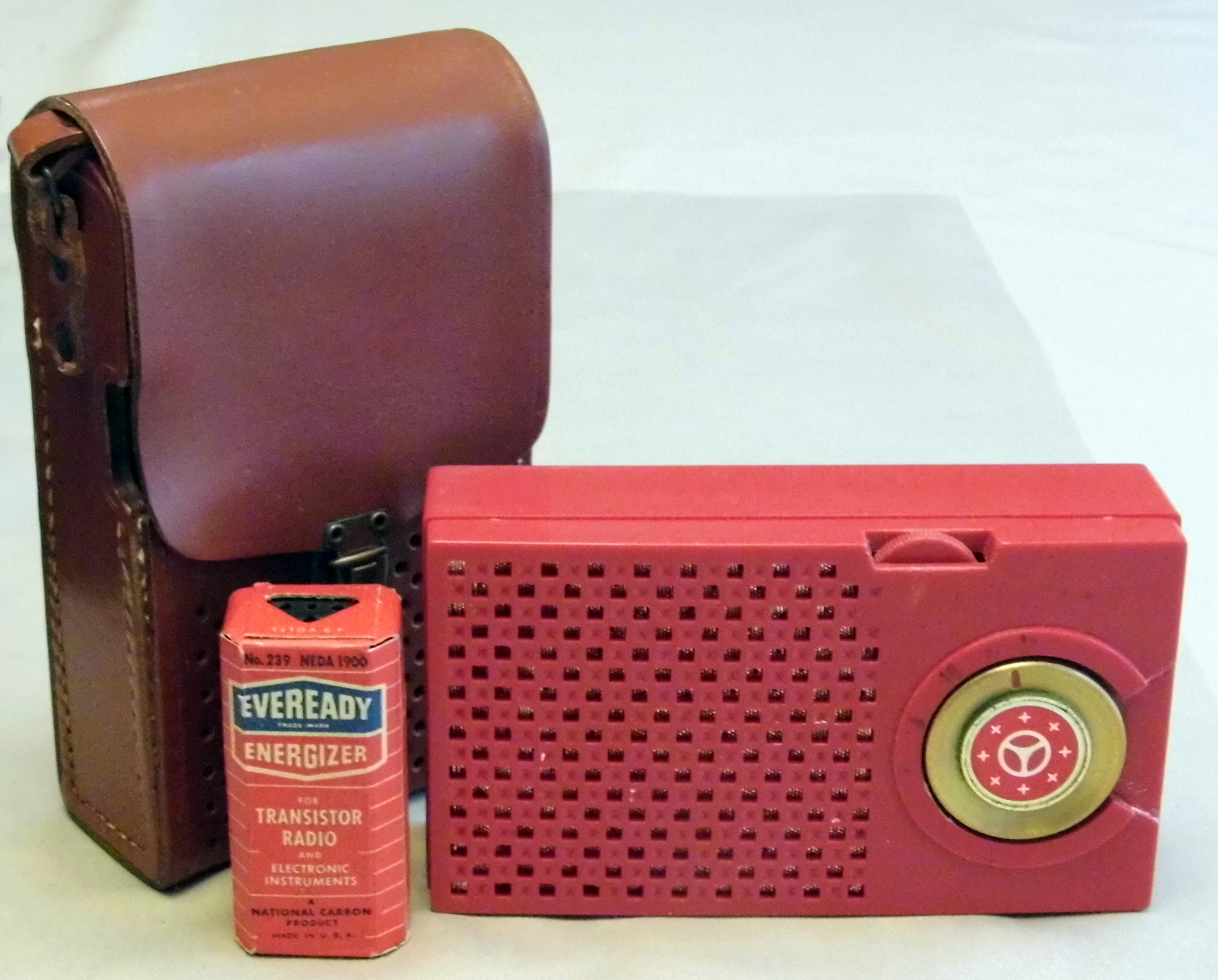
General Electric 677, США, 1955
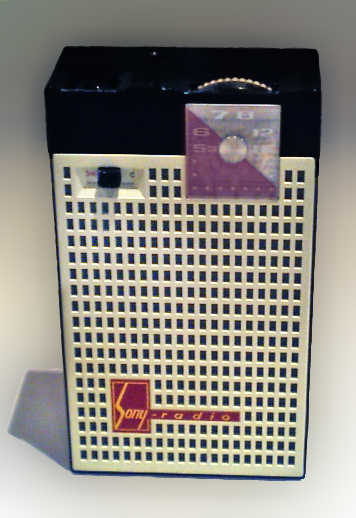
Sony TR-52, Япония, 1955, — неудачный предшественник модели TR-55, на рынок не попал
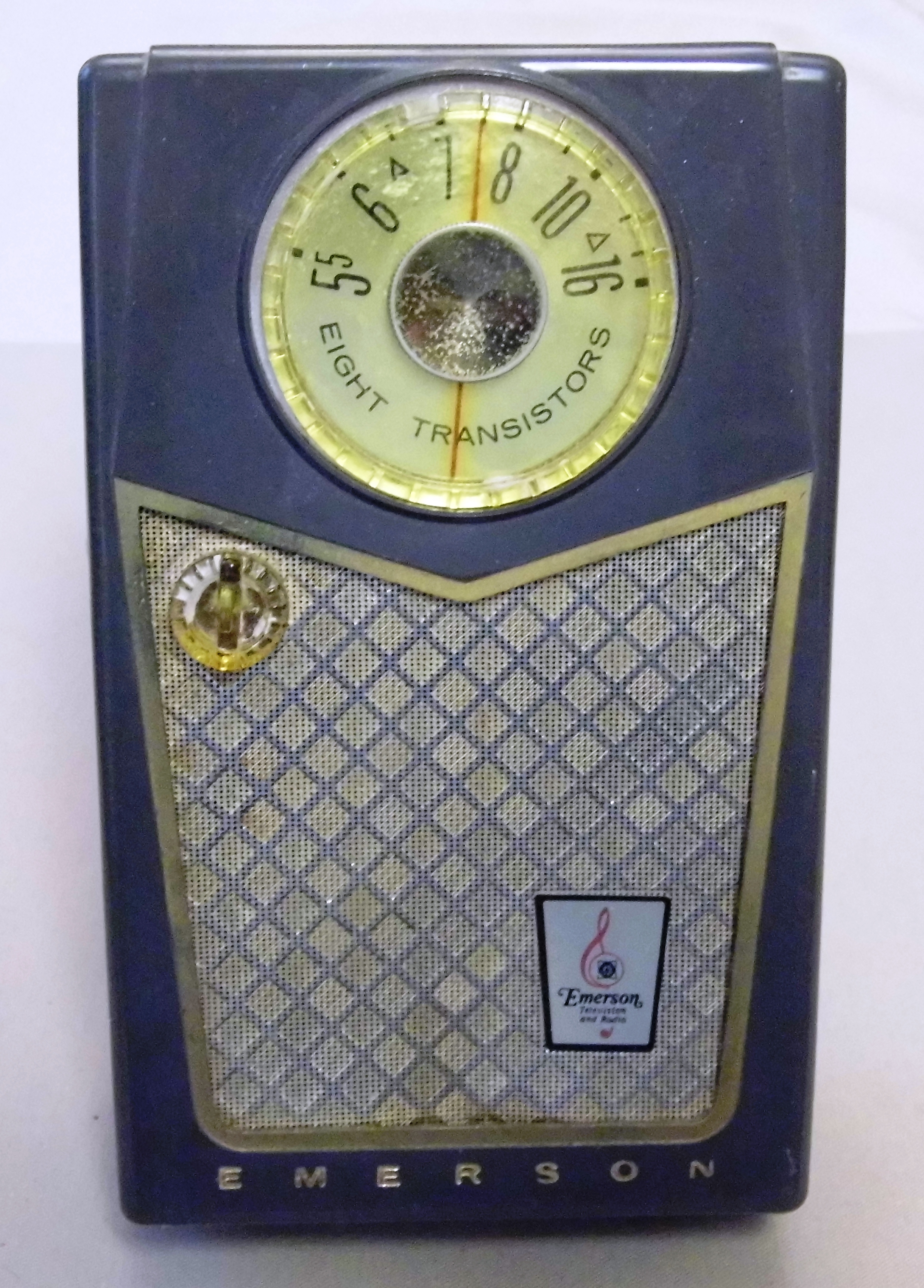
Emerson Model 888 «Pioneer», США, 1957
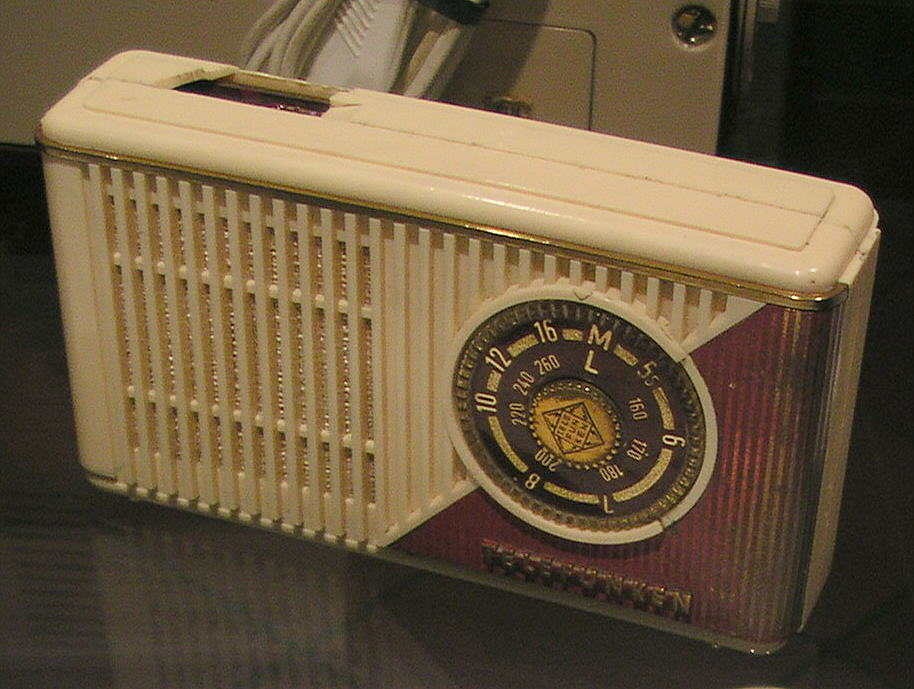
Telefunken Partner, ФРГ, 1957
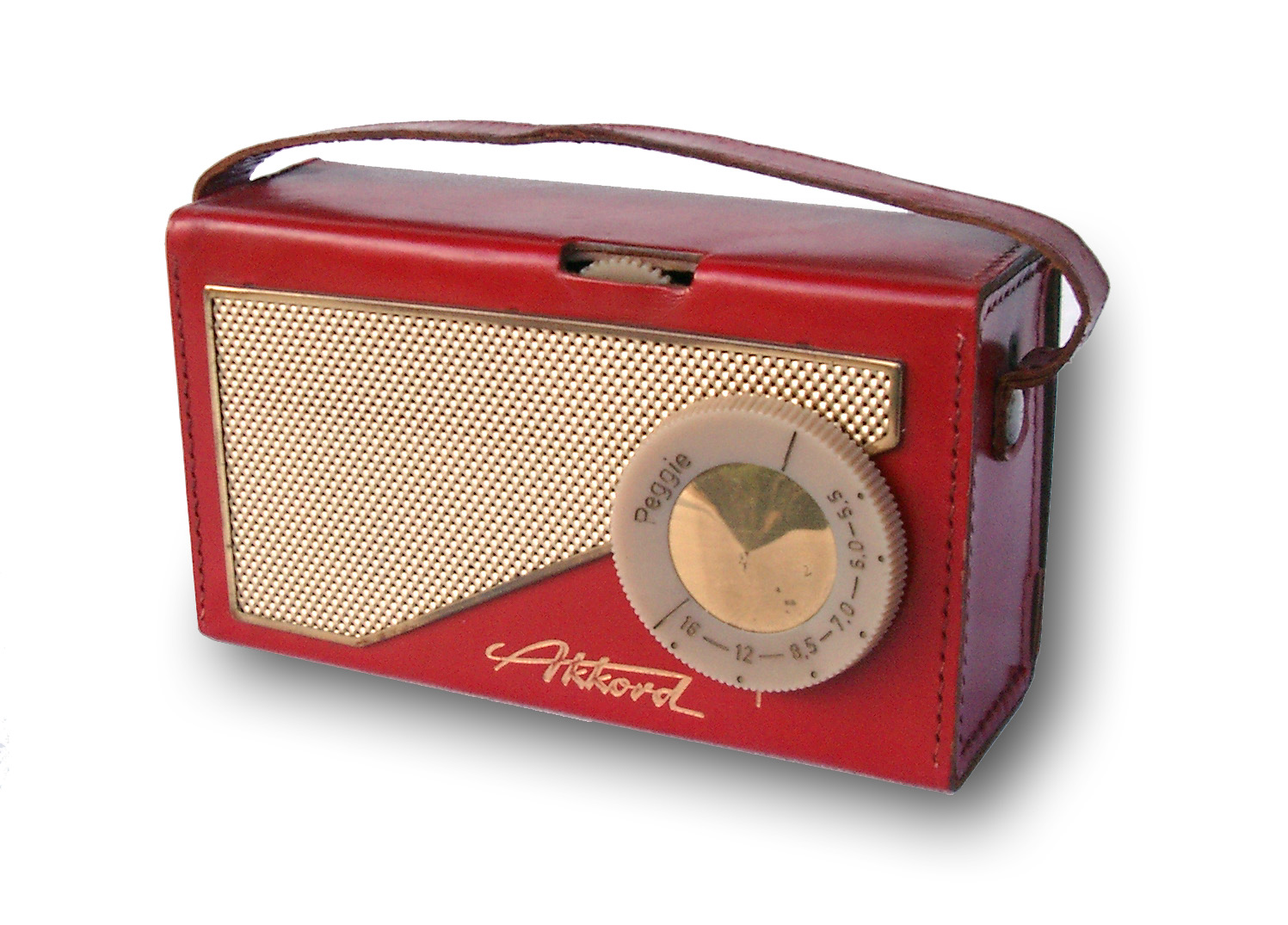
Akkord Peggie, ФРГ, 1957
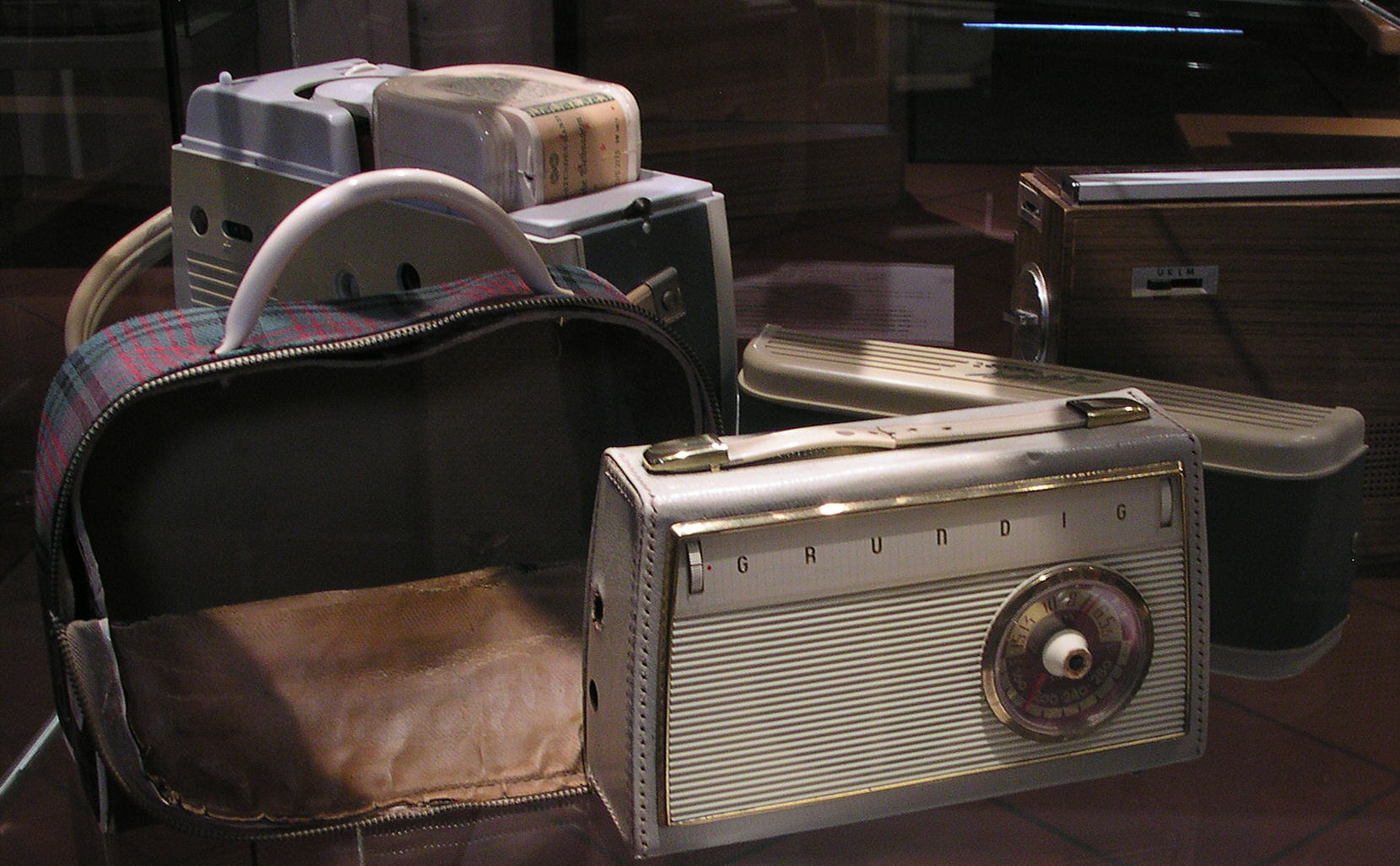
Grundig Musicboy, ФРГ, 1960
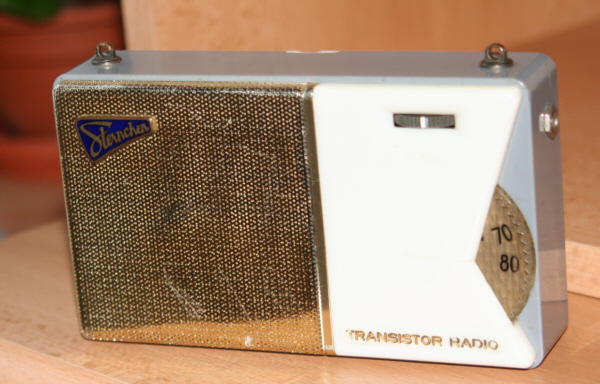
Sternchen («Звёздочка»), ГДР, 1960
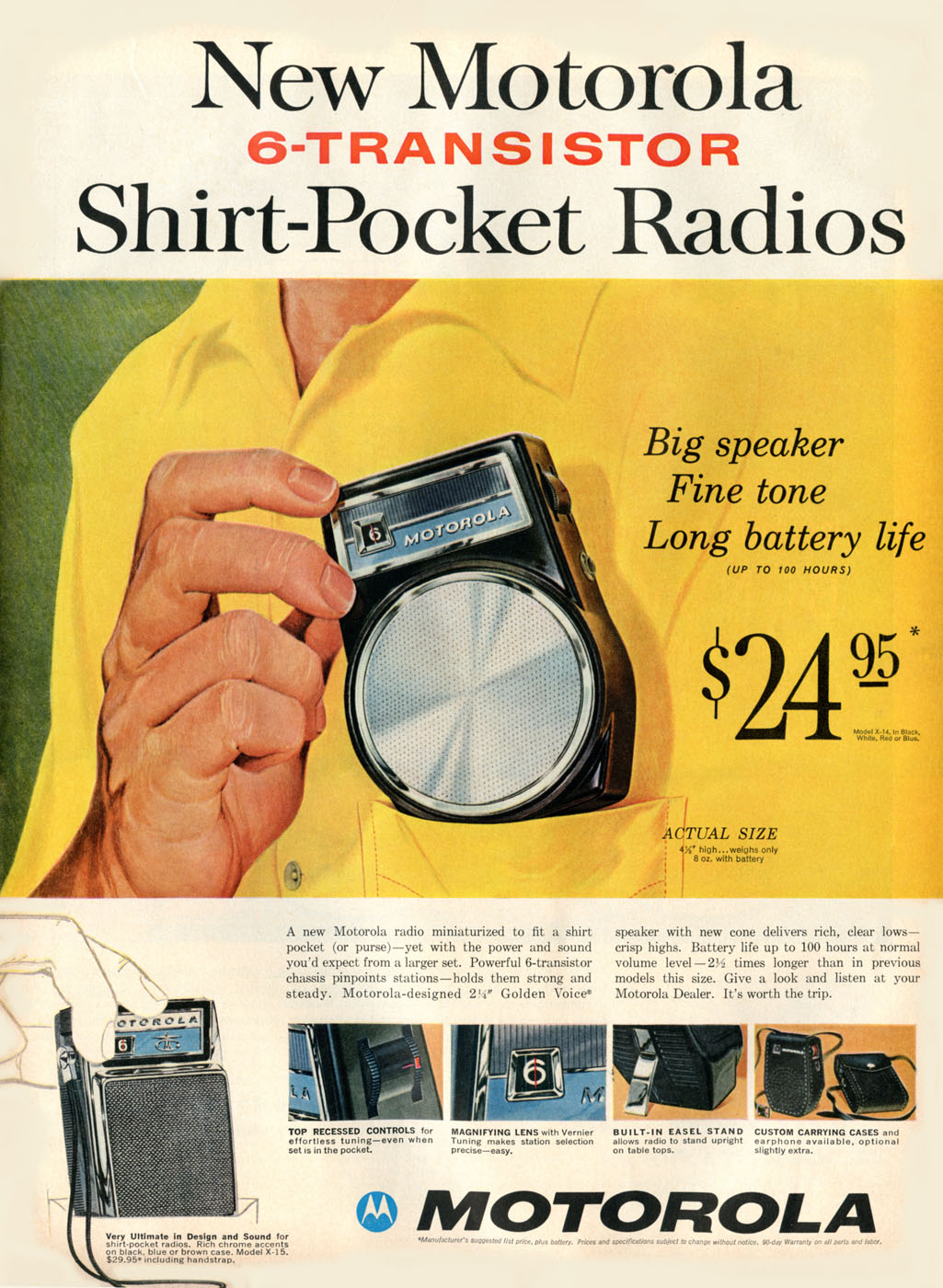
Motorola X-14 и X-15, США, 1960
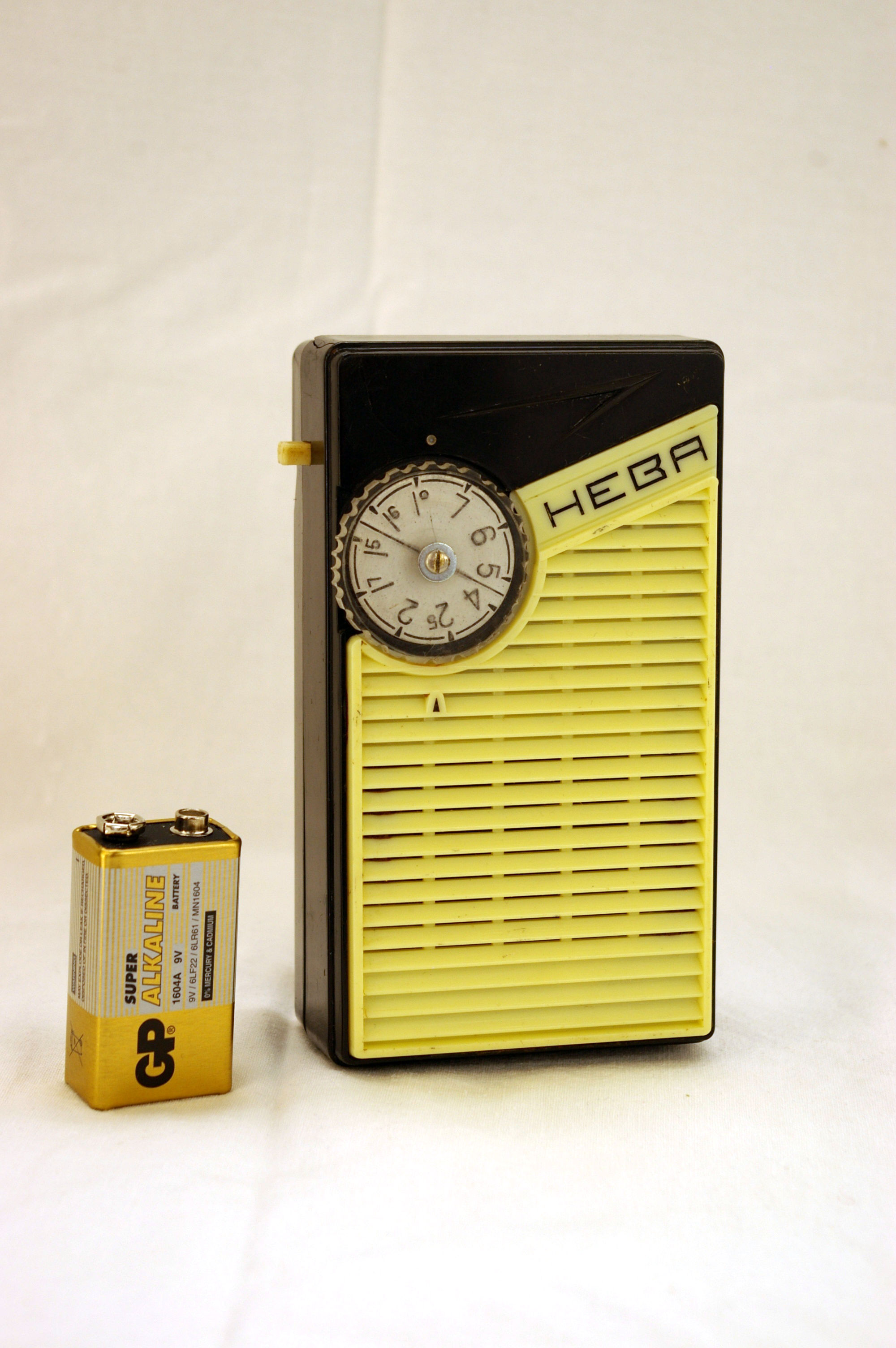
«Нева», СССР, 1960

Вслед за Regency вышли на рынок и другие производители. Американская компания Zenith в начале 1955 г. выпустила свою модель Royal 500 — тоже карманного формата, на семи транзисторах, с 6-вольтовым питанием, но с навесным, а не печатным монтажом, по цене 75 долл. В июле 1955 г. компания Raytheon предложила восьмитранзисторный 8TP большего размера в солидном деревянном, отделанном кожей футляре за 79,95 долл. В конце года появился первенец фирмы RCA — 7-BT-9J на шести транзисторах, с 9-вольтовым питанием, за 65 долл.
В том же 1955 году появился первый японский приёмник — Sony TR-55, в марте 1957 г. в США начались продажи 6-транзисторного Sony TR-63 по цене 39,95 долл. В Великобритании первый транзисторный приёмник выпустила фирма Pye в 1956 г. (модель Pam 710) по цене 22 фунта 14 шиллингов 10 пенсов плюс налог 8 фунтов 15 шиллингов 3 пенса. В Западной Германии первым стал Telefunken TR1 (1956 г.), но в продажу он не поступал; коммерческие приемники появились в 1957 году — Akkord Peggie (189 марок) и Telefunken Partner (169 марок). Во Франции — Fanfare Transivox выпущен в 1956 г. В ГДР предприятие Stern-Radio Berlin начало производить 6-транзисторную модель Sternchen в 1960 г.
В СССР в это время изготавливались опытные образцы и мелкие серии (до нескольких тысяч штук) транзисторных приёмников. Промышленность к 1955 году уже выпускала германиевые диоды и транзисторы — точечные (С1 — С4) и плоскостные (П1, П2), и журнал «Радио» опубликовал статью с описанием практической конструкции приёмника прямого усиления на транзисторах для радиолюбителей. Первым промышленным образцом был, вероятно, портативный приёмник «Дорожный» (разработан в Институте радиовещательного приёма и акустики им. А. С. Попова в 1955 г., опытное производство — на московском заводе «Красный Октябрь» — 1956 г.). Среди опытных образцов была такая интересная разработка, как «Спутник» с солнечной батареей (1957). В 1957—1958 гг. Воронежский радиозавод выпустил серией более 3000 штук приемник «Сюрприз» с розничной ценой 47 руб. 35 коп. (в масштабе цен после реформы 1961 г.). В 1958 году на Всемирной выставке в Брюсселе демонстрировался приёмник «Прогресс» того же завода и получил золотую медаль выставки. Первым крупносерийным приёмником стала «Атмосфера» (1959 г.), выпускавшаяся одновременно на трех заводах. С 1959 г. фабрика культтоваров Центросоюза выпускала радиоконструктор «Пионер ЦС-1» — набор деталей для сборки карманного четырёхтранзисторного приемника прямого усиления. Первый карманный приёмник, выпускавшийся большой серией, появился в 1960 г. («Нева» ленинградских заводов «Радиоприбор» и ТЭМП).

## Конструкция и характеристики

Компоновка корпуса и печатной платы (вид с тыльной стороны)

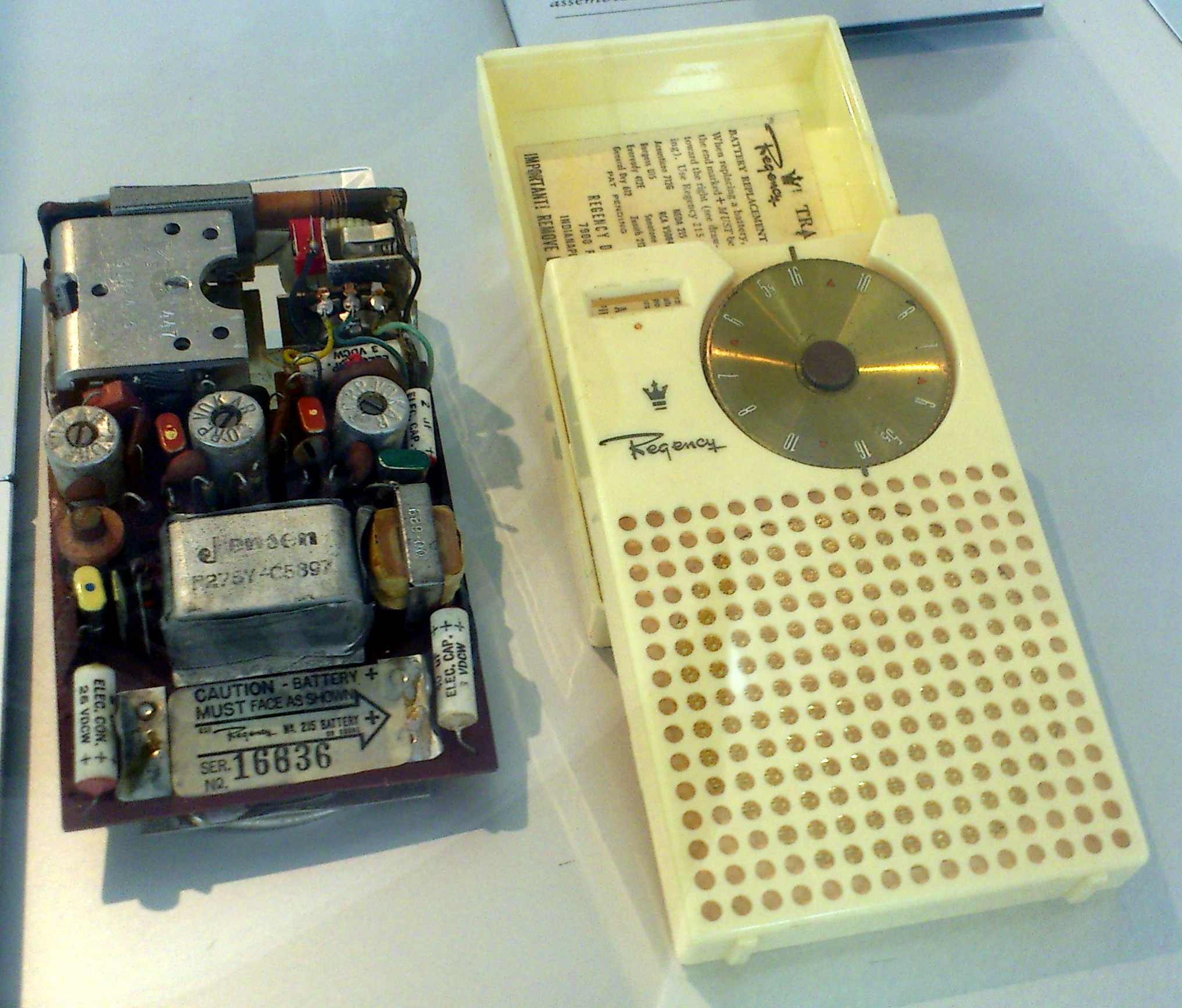

TR-1 — супергетеродин с автономным питанием, предназначенный для приёма передач с амплитудной модуляцией в диапазоне средних волн. Собран на четырёх германиевых транзисторах производства Texas Instruments и одном полупроводниковом диоде производства Raytheon или Tung-Sol. Использованы плоскостные транзисторы трёх разных типов, изготовленные методом выращивания p-n-переходов из расплава. Эти транзисторы имели низкий коэффициент усиления (β ≤ 20) и граничную частоту усиления всего в несколько мегагерц. Эти скромные показатели достигались лишь при относительно высоком коллекторном напряжении, поэтому в качестве источника питания была выбрана батарея типоразмера 215 на номинальное напряжение в 22,5 вольта.
Приёмник собран в корпусе из цветного полистирола размером 127×76,2×31,75 мм (5×3×1¼ дюйма), масса — 340 г (12 унций). Две половинки корпуса соединяются защёлками. Чтобы заменить батарею, нужно разъединить половинки корпуса, а сделать это аккуратно не так просто, поэтому у многих сохранившихся экземпляров корпус поврежден. Органов управления два — ручка настройки с нанесенной прямо на ней шкалой и регулятор громкости, совмещенный с выключателем.
Приёмник собран на печатной плате. Элементы, размещённые на печатной плате, скомпонованы линейно (от входного каскада на VT1 к выходному трансформатору Тр4), полукольцом вокруг выреза под магнитную систему громкоговорителя. Корпуса транзисторов каждого каскада и расположенные рядом с ними конденсаторы окрашены в особые цвета для упрощения сборки платы. Все четыре транзистора включены по схеме с общим эмиттером с трансформаторными межкаскадными связями. Громкоговоритель, потенциометр регулятора громкости, конденсатор переменной ёмкости и магнитная антенна на ферритовом стержне крепятся непосредственно к корпусу и соединены с платой навесным монтажом.

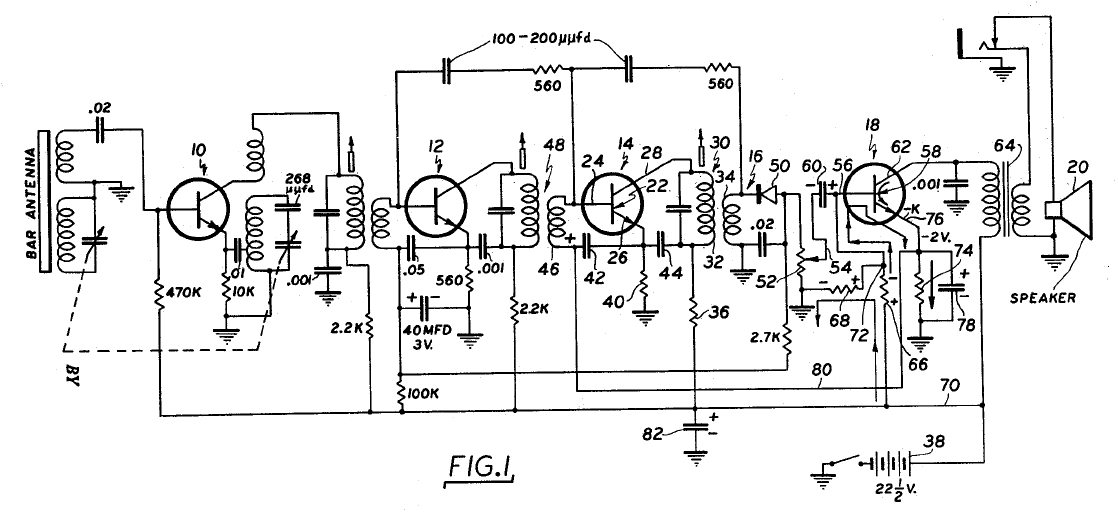
Принципиальная электрическая схема приёмника

Входной сигнал принимается магнитной антенной и поступает на преобразователь частоты (гетеродин и смеситель) на транзисторе VT1 (модель TI223). Настройка входного контура и гетеродина — сдвоенным конденсатором переменной ёмкости с воздушным диэлектриком. Затем сигнал промежуточной частоты (ПЧ) поступает на двухкаскадный усилитель ПЧ на VT2, VT3 (модель TI222), и далее на диодный детектор. В схеме три резонансных LC-контура промежуточной частоты (они служат коллекторной нагрузкой транзисторов VT1, VT2, VT3), настроенных на частоту 262 кГц. Относительно низкая промежуточная частота (также применявшаяся в ламповых автомобильных приёмниках) была выбрана, чтобы добиться приемлемого усиления от низкочастотных транзисторов ценой ухудшения избирательности по зеркальному каналу. Для компенсации относительно высокой проходной ёмкости транзисторов (около 50 пФ) в каждом каскаде ПЧ предусмотрена RC-цепь положительной обратной связи нейтродинного типа. Петля автоматической регулировки усиления (АРУ) охватывает оба каскада ПЧ. Сигнал АРУ, снятый с выхода детектора и пропущенный через фильтр нижних частот, задаёт напряжение смещения VT2, тем самым изменяя усиление первого каскада ПЧ.
Выходной каскад на транзисторе VT4 (модель TI210) построен по однотактной схеме усилителя класса А с трансформаторной нагрузкой, повторяющей традиционную ламповую схемотехнику. Постоянное напряжение на эмиттере VT4 используется для задания смещения транзистора VT3. Сигнал с выходной обмотки трансформатора Tр4 может воспроизводиться либо встроенным громкоговорителем с сопротивлением звуковой катушки 12…15 Ом, либо миниатюрным телефоном (наушниками).
Потребляемый ток при приёме местных станций — около 4 мА, время работы от одной батареи — 20…30 часов в зависимости от условий приёма. Приёмник сохраняет работоспособность при снижении напряжения батареи до 15 В, ниже этого порога наступает самовозбуждение. Чувствительность, избирательность и выходная мощность в техническом описании не указаны; в фирменной брошюре сказано, что громкость «соответствует размерам громкоговорителя».

## След в культуре

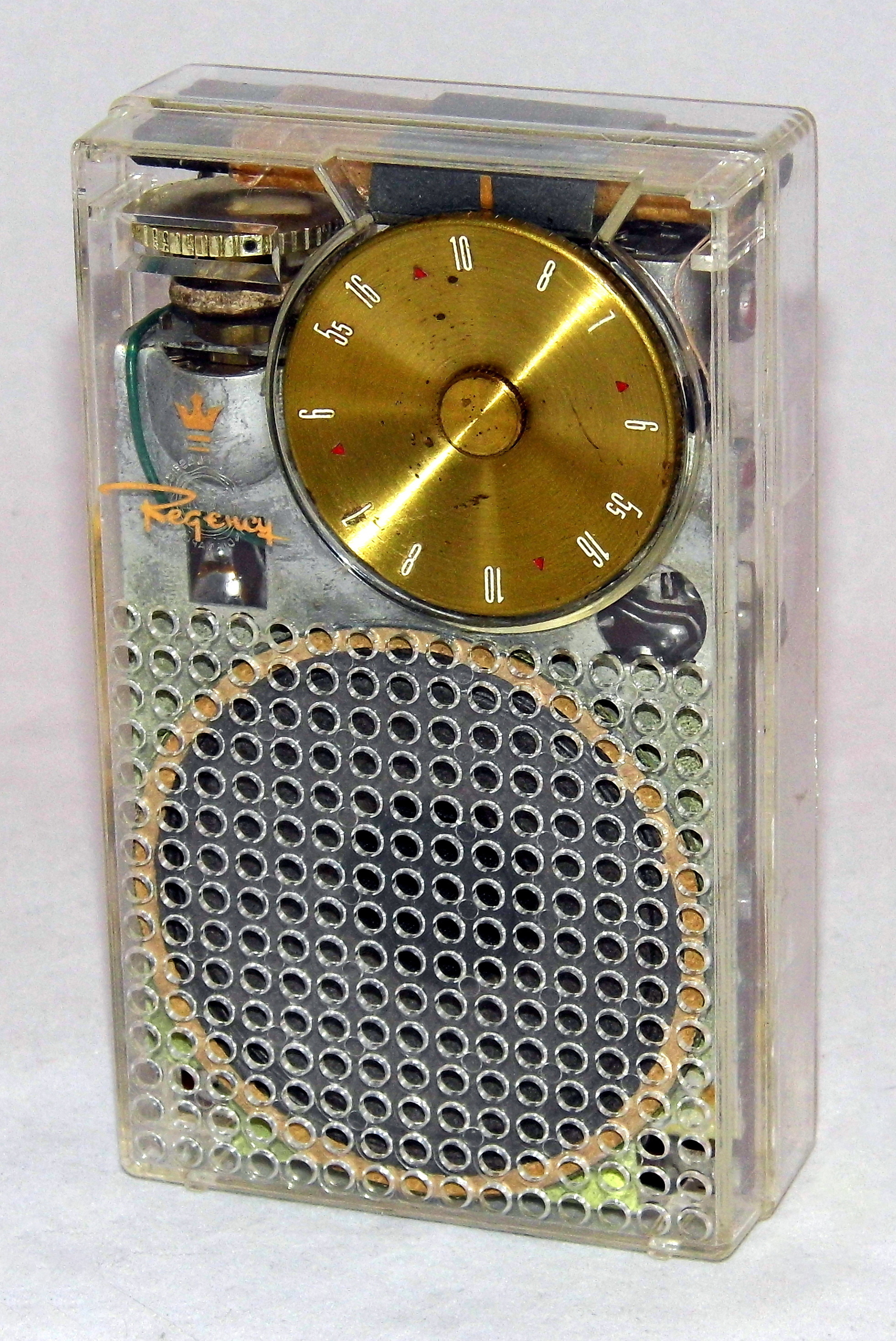
Редчайший экземпляр TR-1G в прозрачном корпусе

Кинопродюсер Майкл Тодд, снимавший фильм «Вокруг света за 80 дней» как раз в то время, когда TR-1 появился на рынке, заказал несколько десятков приемников в особом подарочном оформлении для участников съемочной группы. Приемники были в футляре, оформленном в виде томика Жюля Верна с золотым обрезом, на обратной стороне крышки «переплёта» золотом оттиснуто имя владельца. Эти приёмники сейчас считаются большой коллекционной ценностью.
Рок-музыкант Роджер Макгуинн (The Byrds) получил TR-1G в подарок в 1955 г. на 13-летие и позже рассказывал: «Это заменило мне игры… Трудно сказать, занимался бы я тем, чем занимаюсь сейчас, если бы не транзисторный приёмник. Я обожал его, это была моя любимая вещь. Думаю, именно ему рок-н-ролл обязан своим величием».
Приёмник Regency TR-1 изображен на почтовой марке Австралии из серии 1998 года, посвященной хитам австралийского рок-н-ролла (№ 1662 по каталогу Scott).
В 2005 году обозреватель BBC Джон Оусби привел TR-1 и iPod как примеры «простой элегантности» дизайна, к тому же очень близкие по стилю.
TR-1 сейчас сто́ит на интернет-аукционах примерно от 200 до 1000 долл. в зависимости от состояния и цвета корпуса. Приёмники цвета слоновой кости и светло-серые встречаются чаще всего; особенно редки и дороги перламутрово-розовые и светло-голубые, их цена может доходить до 4000 долл. Ещё один очень редкий вариант — с прозрачной задней половинкой корпуса. Единичные демонстрационные экземпляры были изготовлены в полностью прозрачном корпусе, сохранились по крайней мере два.